# Société Française des Cycles Clément et Gladiator
Die Société Française des Cycles Clément et Gladiator war ein Konzern der Automobilindustrie in Frankreich.

## Unternehmensgeschichte
Ein britisches Konsortium übernahm im Oktober 1896 Clément & Cie von Adolphe Clément und die Société Gladiator von Alexandre Darracq. Es kam zur Fusion mit der französischen Fahrradabteilung von Humber. Das neue Unternehmen hieß Clément, Gladiator and Humber (France) Limited. Der Sitz war in Le Pré-Saint-Gervais. Die Produktion von Fahrrädern, Motorrädern und  Automobilen wurde fortgesetzt. Einige der bereits eingeführten Markennamen blieben unverändert. Für Motorräder ist Clément-Gladiator überliefert, möglicherweise auch Clédiaber, kurz für Cle von Clément, dia für Gladiator und ber für Humber. Die Personen Clément und Darracq waren in leitender Position beschäftigt. Darracq verließ wenig später das Unternehmen und gründete im Februar 1897 Darracq.
Im April 1901 kam es zur Umfirmierung in Société Française des Cycles Clément et Gladiator. 1903 verließ Adolphe Clément das Unternehmen und gründete die Établissements Clément-Bayard.
1935 endete die Produktion.

## Motorräder der Marke Clément-Gladiator
Die Motorräder hatten Motoren mit 98 cm³ bis 598 cm³ Hubraum. Für Rennen wurden Motoren von J.A.P. mit OHV-Ventilsteuerung und 248 cm³ Hubraum verwendet.
Außerdem ist aus den 1920er Jahren ein kleines Motorrad mit 87 cm³ großem Viertaktmotor überliefert.
Clément-Gladiator war eines der ersten Unternehmen, die Motorräder mit Hinterradfederung herstellten.